# Paune
Paune (Servisch cyrillisch Пауне) is een plaats in de Servische gemeente Valjevo. De plaats telt 596 inwoners (2002).

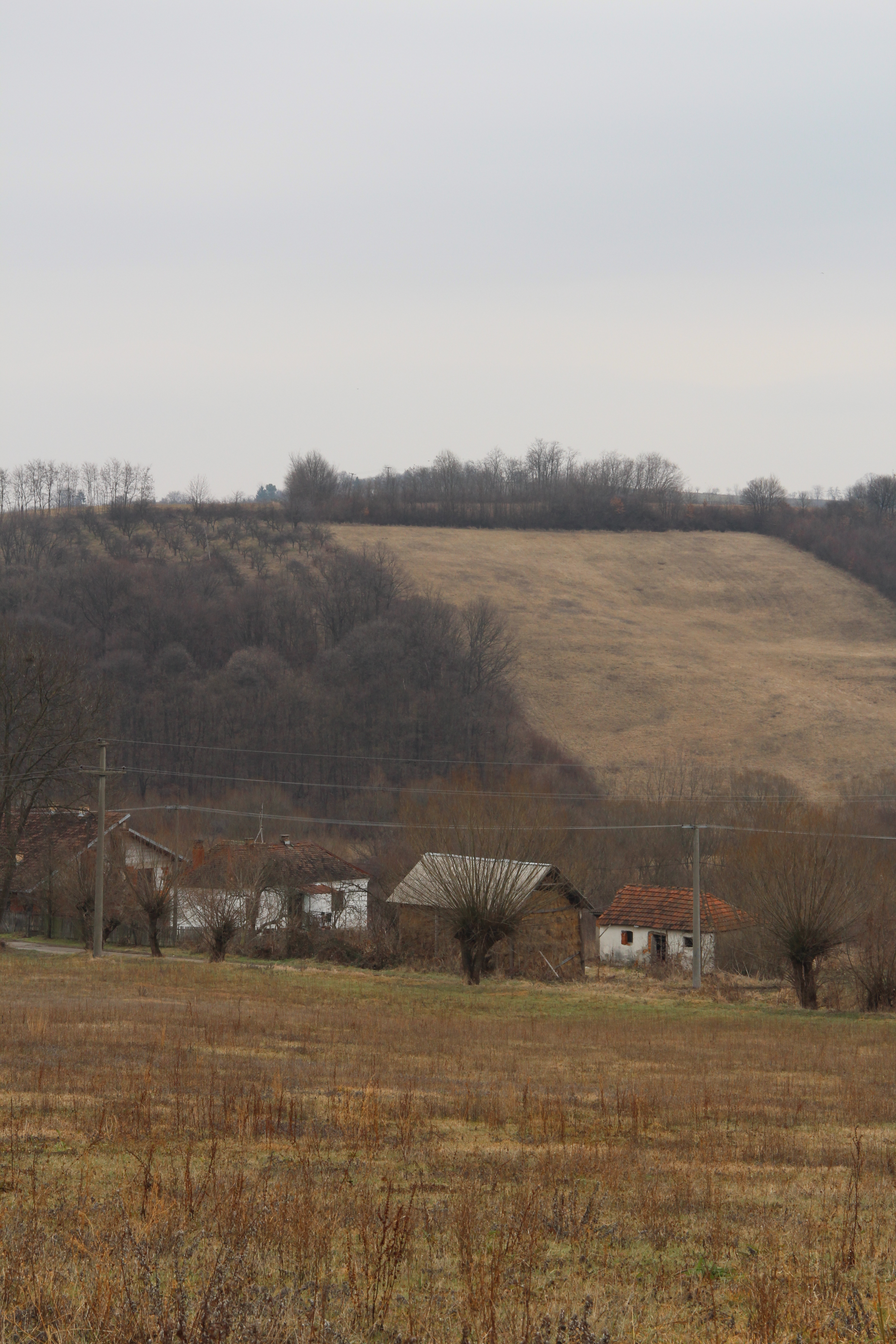
Vas Paune - panorama
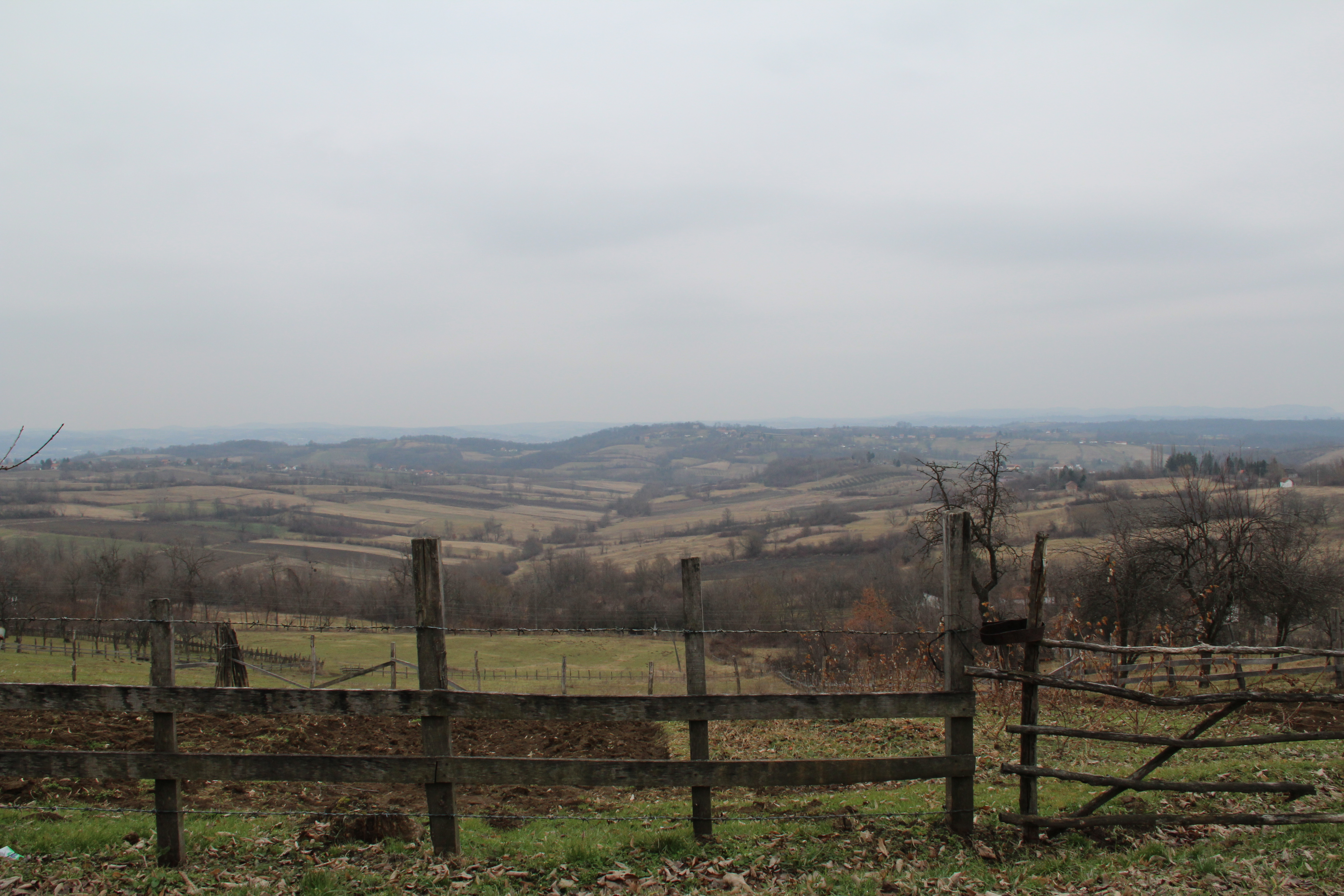
Vas Paunee - panorama
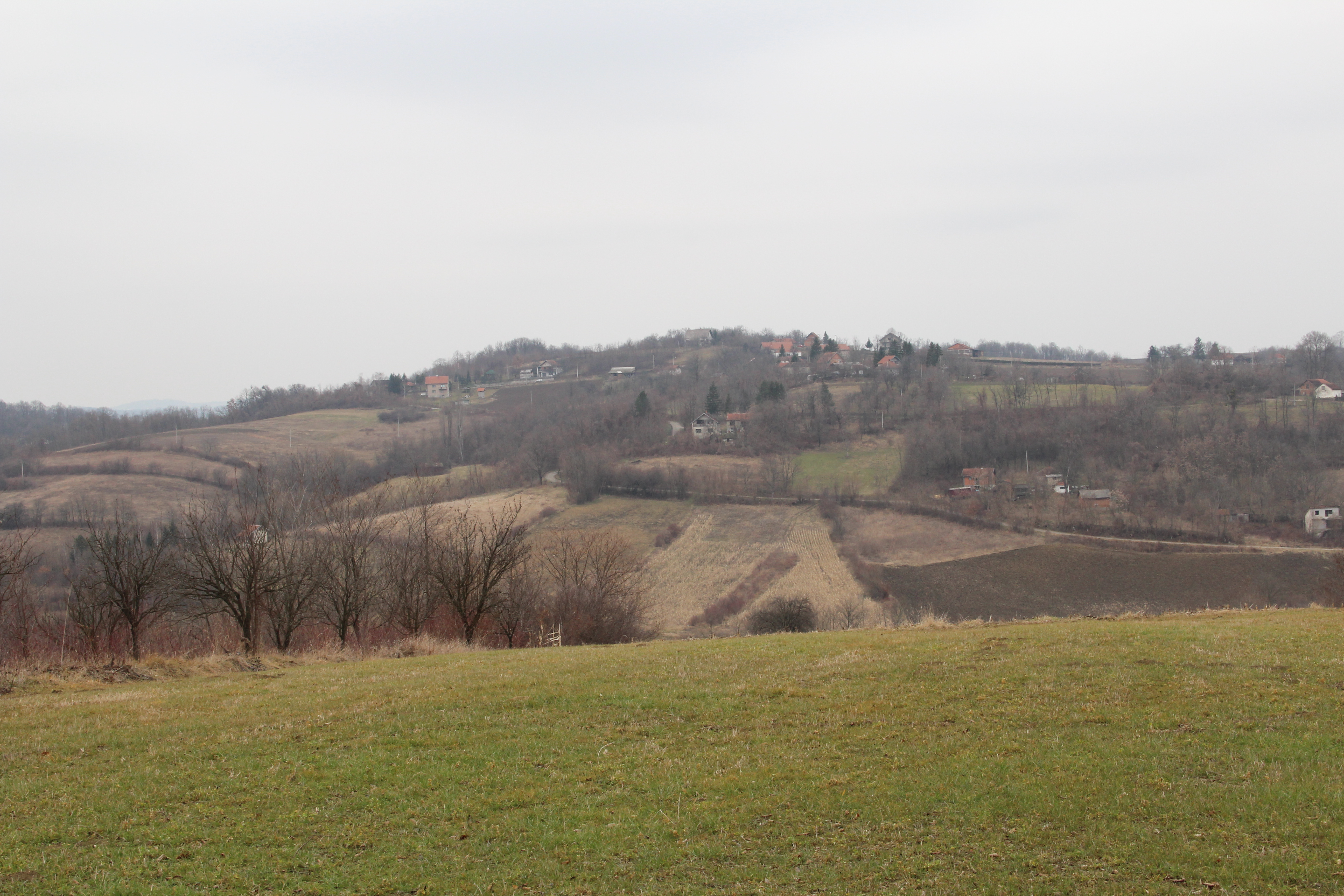
Vas Paune - panorama
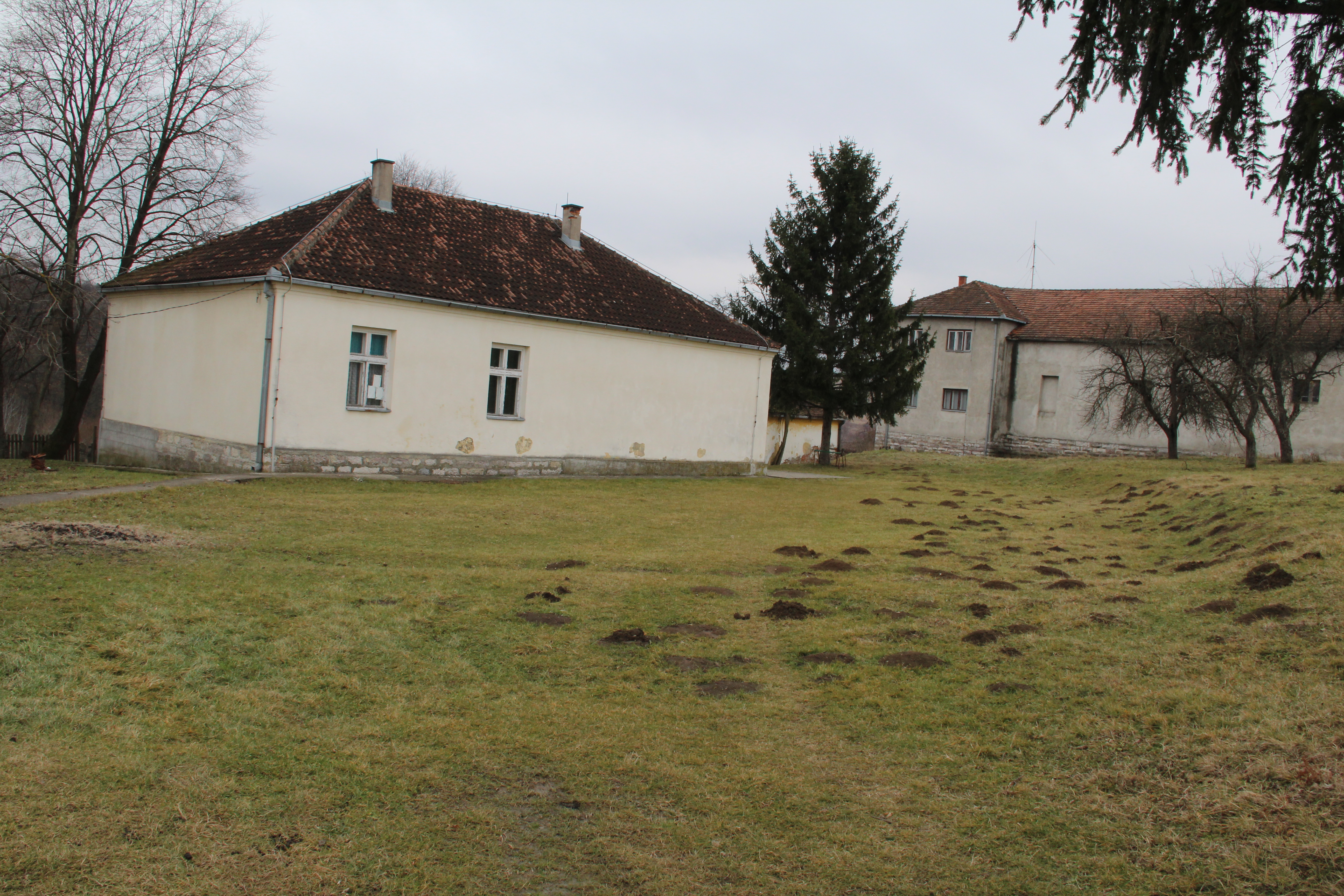
Vas Paune - stara šola
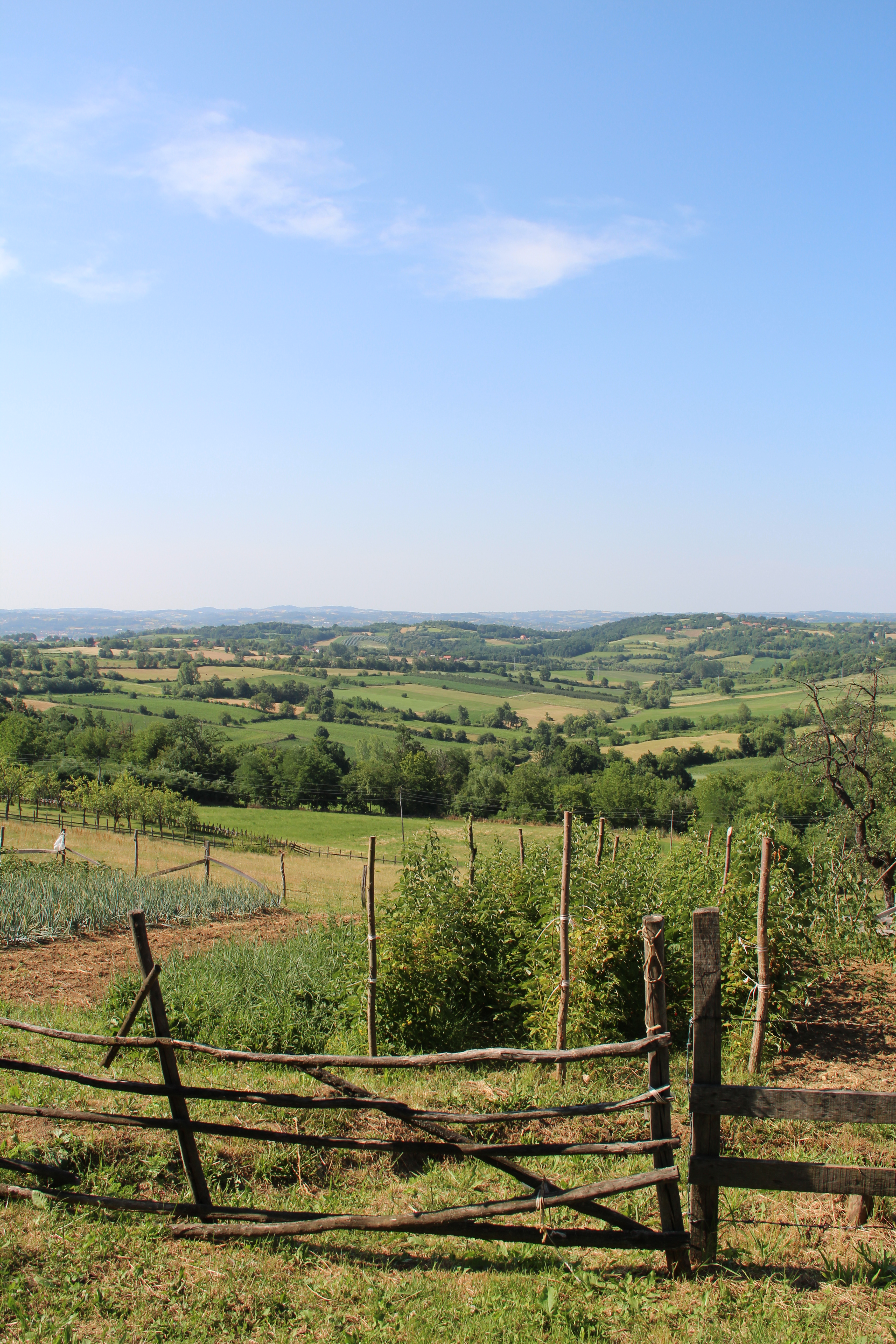
Paune - panorama
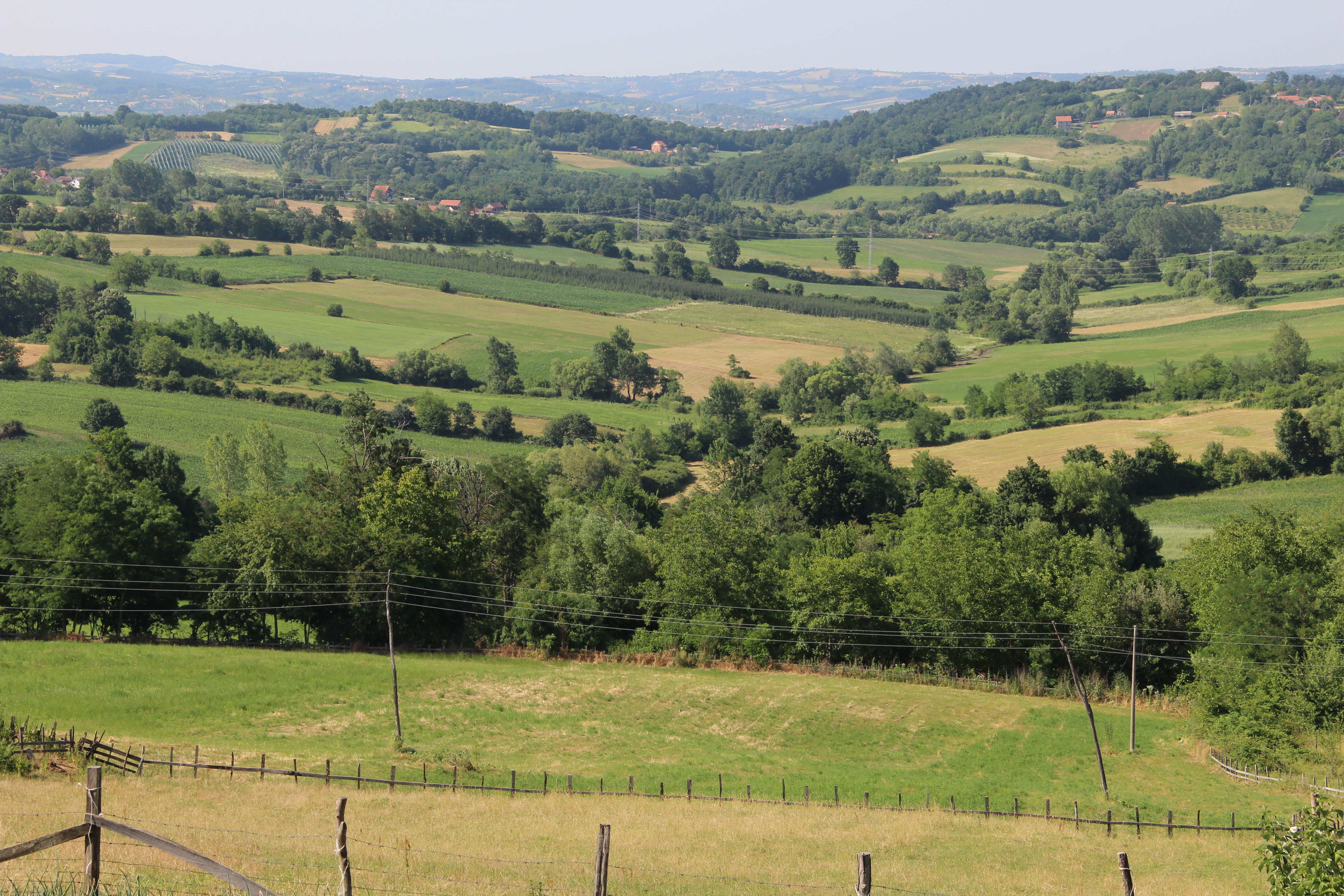
Paune - panorama
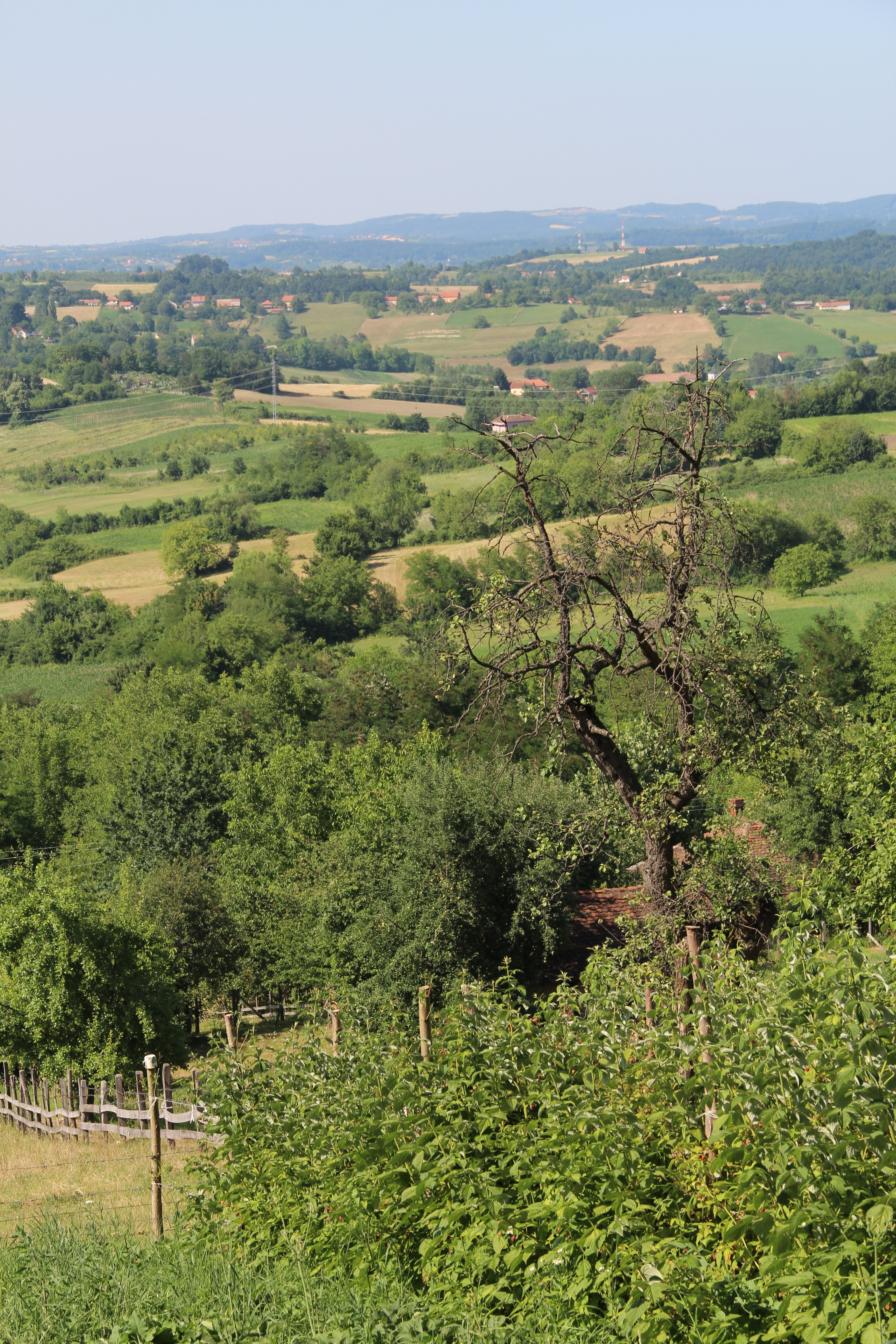
Paune - panorama
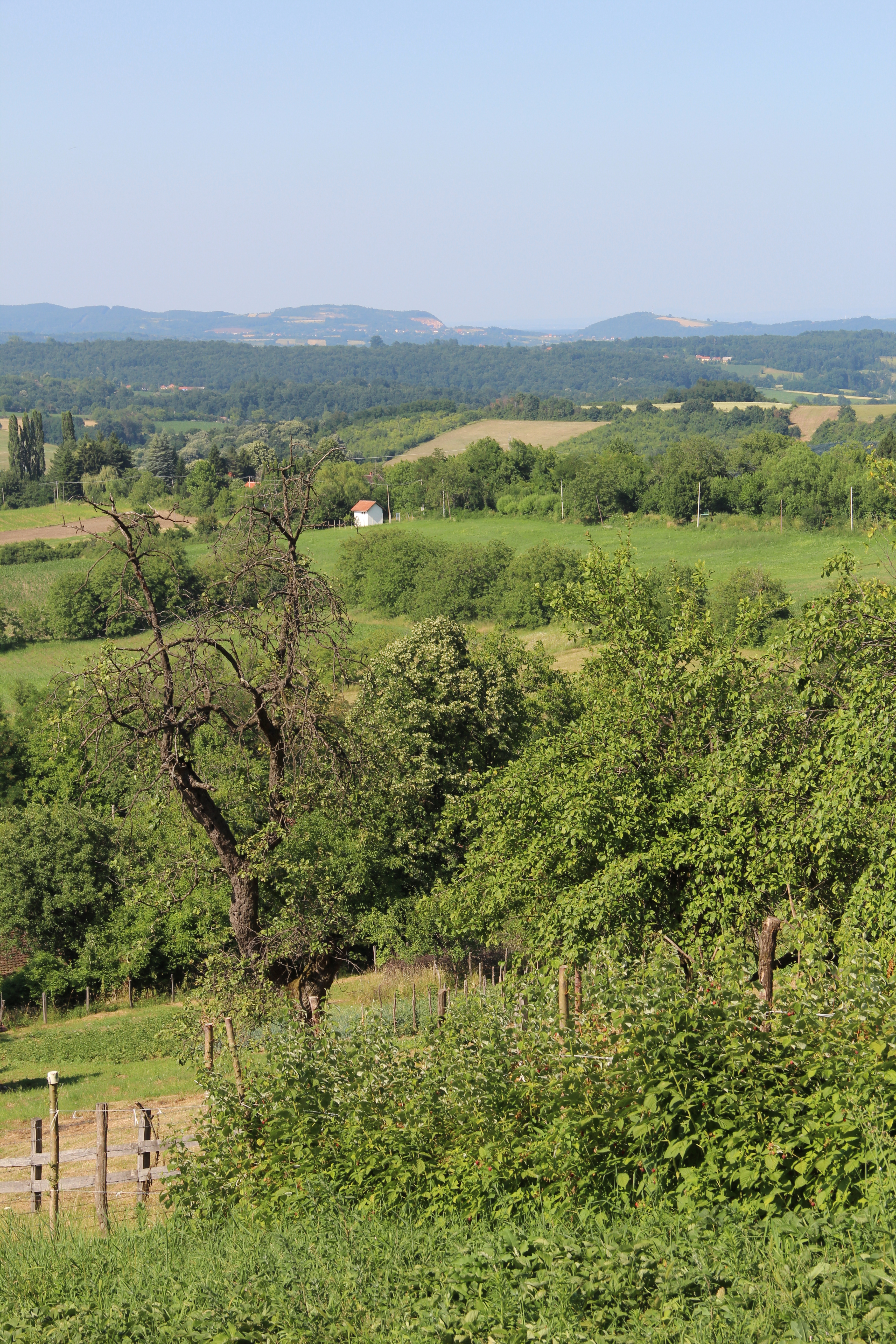
Paune - panorama
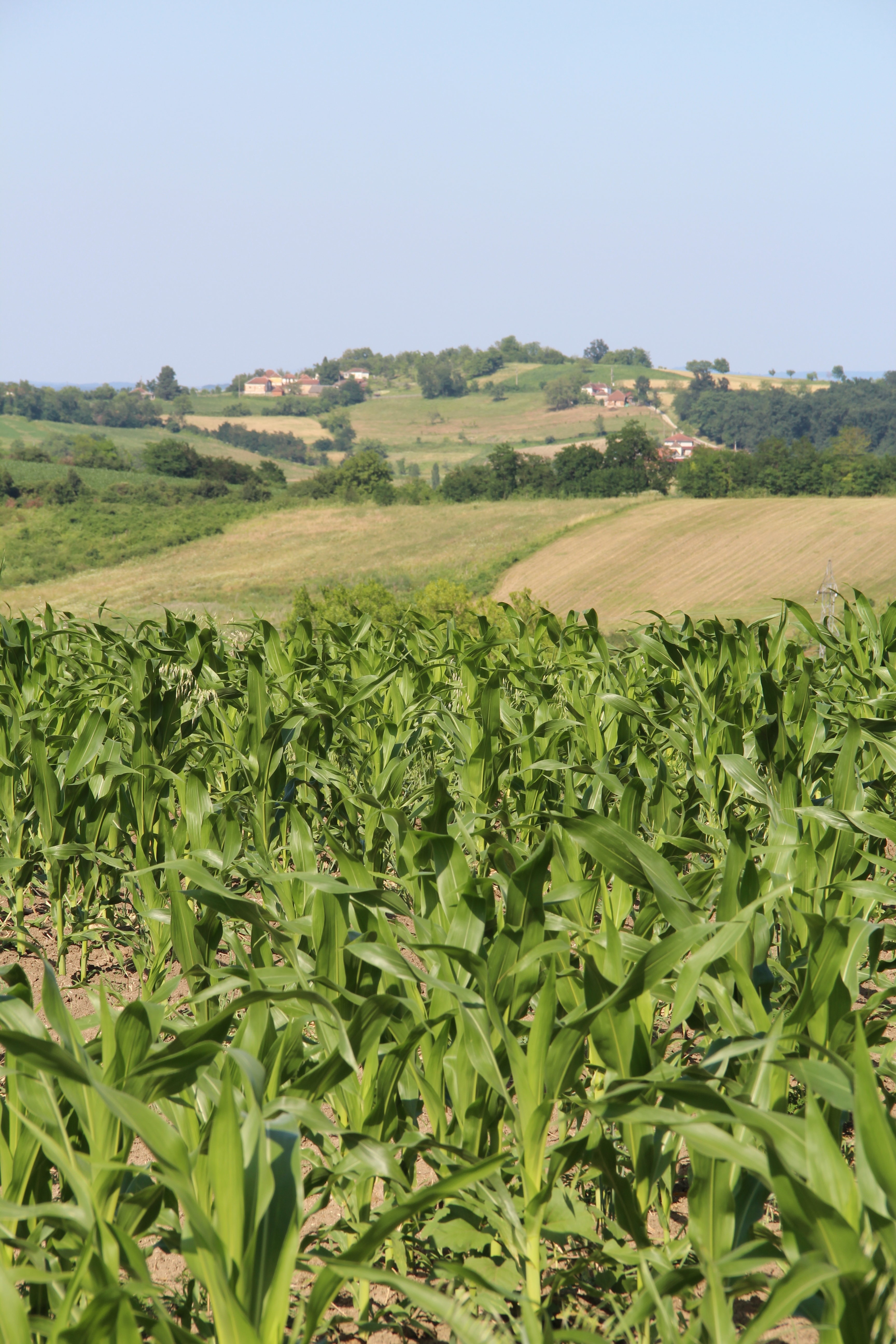
Paune - panorama
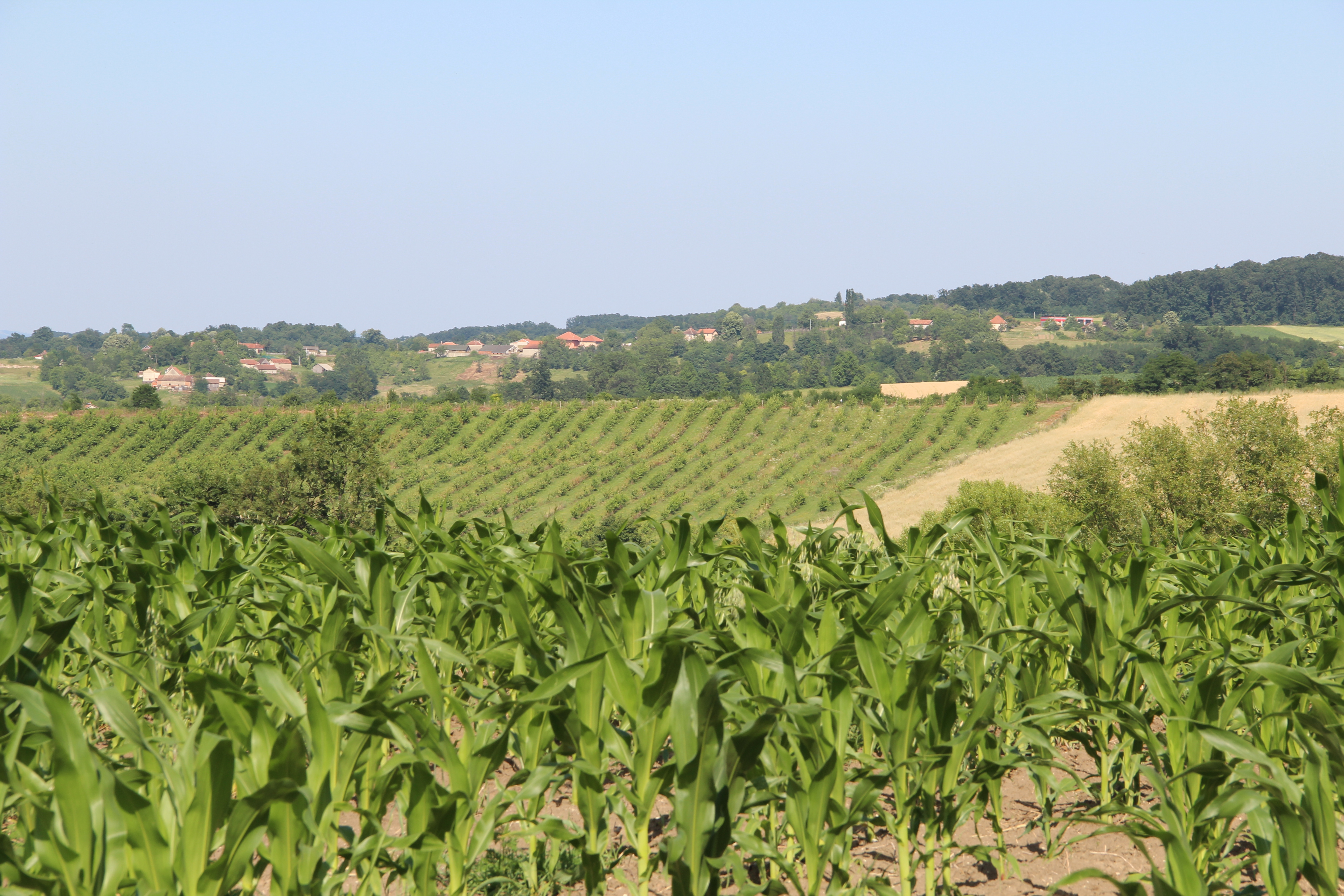
Paune - panorama